# Wojkowice
Wojkowice (deutsch Woikowize) ist eine Stadtgemeinde (Gmina miejska) in der polnischen Industrieregion Zagłębie Dąbrowskie (Dombrowaer Kohlebecken). Die Stadt an der Brynica gehört zum Powiat Będziński in der Woiwodschaft Schlesien.

## Geographie

### Nachbarstädte
Im Norden und Westen grenzt Wojkowice an die Gmina Bobrowniki, im Osten an die Stadt Będzin und im Süden an die Städte Siemianowice Śląskie und Piekary Śląskie.

### Verkehr
Der Bahnhof Wojkowice lag an der Bahnstrecke Dąbrowa Górnicza Ząbkowice–Brzeziny Śląskie.

## Geschichte

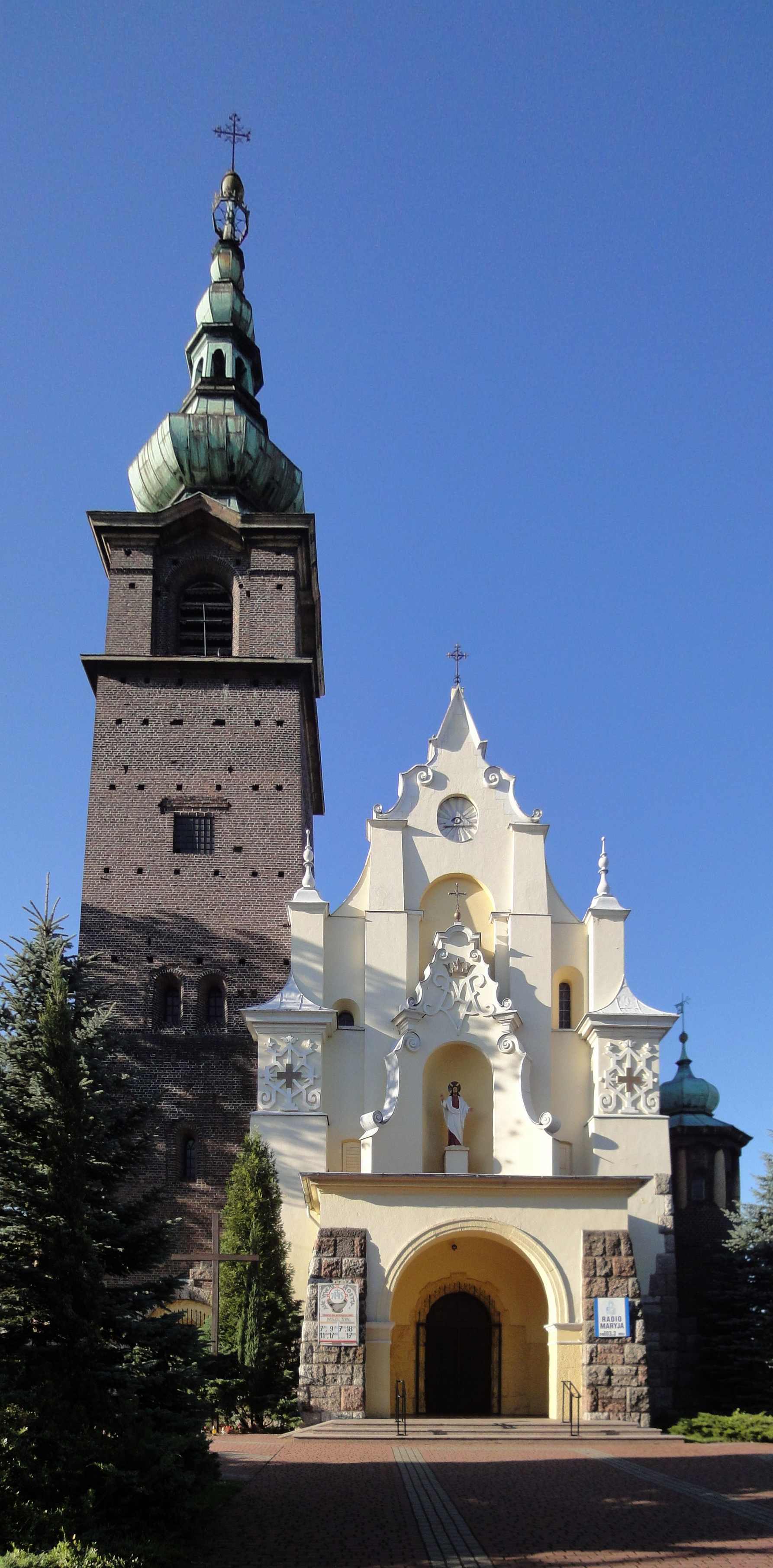
Kirche St. Anton (2012)

1397 wurde Woykowicze Komornie erwähnt. Der Ortsname ist patronymisch (Suffix -(ow)ice) vom Personennamen Wojek (< Wojciech, Wojsław) abgeleitet. Das Adjektiv Komorne (Kammer-) wurde hinzugefügt, um es von Wojkowice Kościelne (Kirchlich-Wojkowice) zu unterscheiden. Der Ort gehörte der Pfarrei in Czeladź.
Der Ort liegt im Gebiet um Siewierz, das um 1177 aus dem Herzogtum Krakau bzw. Kleinpolen ausgegliedert wurde und an das schlesische Herzogtum Ratibor fiel, ab 1337 gehörte Siewierz zum Herzogtum Teschen unter Lehnsherrschaft des Königreichs Böhmen. Das Herzogtum Siewierz mit dem Dorf Komorne wurde im Jahr 1443 vom Teschener Herzog Wenzel I. dem Krakauer Bischof Zbigniew Oleśnicki verkauft.
Erst 1790 wurde das Herzogtum Siewierz formal an das Königreich Polen-Litauen angegliedert und war der Woiwodschaft Krakau administrativ angegliedert. Nach der dritten Teilung Polens von 1795 bis 1807 gehörte das Dorf zu Neuschlesien. 1807 kam es ins Herzogtum Warschau und 1815 ins neu entstandene russisch beherrschte Kongresspolen. 1910 wurde das Steinkohlenbergwerk Jowisz eröffnet.
Nach dem Ende des Ersten Weltkriegs kam es zu Polen, Woiwodschaft Kielce. Im Jahr 1921 gab es im Dorf Wojkowice Komorne in der Gemeinde Bobrowniki im Powiat Będziński der Woiwodschaft Kielce 242 Häuser mit 2682 Einwohnern. Es waren überwiegend polnische Römisch-Katholiken, es gab auch 21 Juden und 33 andere Christen.
Beim Überfall auf Polen 1939 wurde das Gebiet von den Deutschen besetzt und dem Landkreis Warthenau im neuen „Ostoberschlesien“ zugeordnet.
Von 1975 bis 1998 gehörte Wojkowice Kościelne zur Woiwodschaft Katowice.

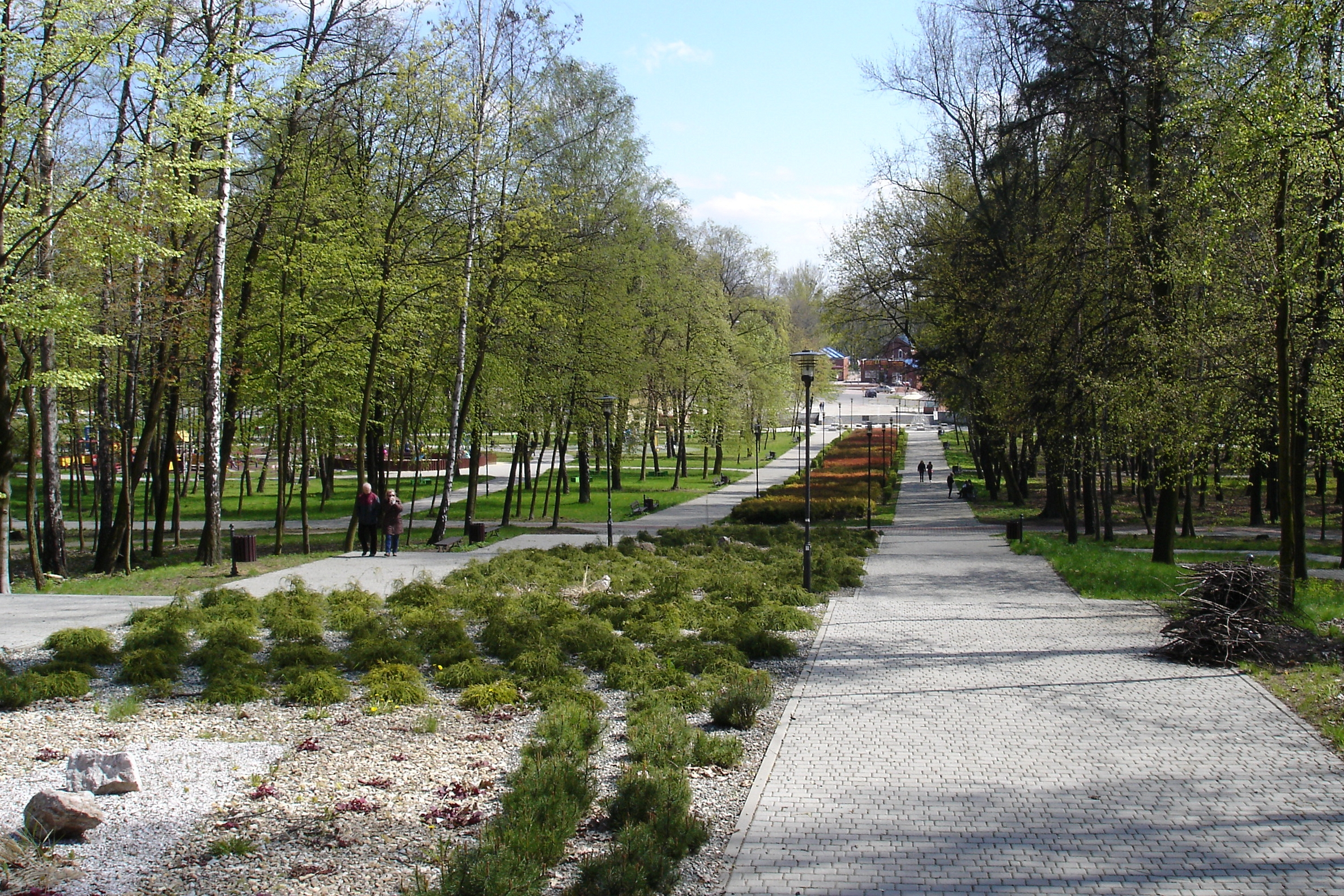
Stadtpark in Wojkowice (2017)

## Politik

### Stadtpräsident
An der Spitze der Stadtverwaltung steht der Bürgermeister. Dies ist Tomasz Szczerba, der mit seinem eigenen Wahlkomitee antritt. Bei der turnusmäßigen Wahl im April 2024 wurde er ohne Gegenkandidaten mit 83,7 % der Stimmen wiedergewählt. Auch bei der turnusmäßigen Wahl im Oktober 2018 hatte er keinen Widersacher und erhielt 86,6 % der Stimmen.

### Stadtrat
Der Stadtrat umfasst 15 Mitglieder, die in Einpersonenwahlkreisen direkt gewählt werden. Die Wahl im April 2024 führte zu folgendem Ergebnis:
- Wahlkomitee Tomasz Szczerba 48,6 % der Stimmen, 12 Sitze
- Wahlkomitee Bogusław Rzeszutko 13,8 % der Stimmen, 1 Sitz
- Wahlkomitee Wojciech Piotrowski 8,0 % der Stimmen, kein Sitz
- Wahlkomitee Agata Bebeńc 6,6 % der Stimmen, 1 Sitz
- Wahlkomitee „Neues Wojkowice“ 6,2 % der Stimmen, 1 Sitz
- Wahlkomitee Adrian Rceczycki 5,7 % der Stimmen, kein Sitz
- Übrige 11,0 % der Stimmen, kein Sitz

Die Wahl im Oktober 2018 führte zu folgendem Ergebnis:
- Wahlkomitee Tomasz Szczerba 59,0 % der Stimmen, 14 Sitze
- Wahlkomitee Szymon Wesołowski 15,2 % der Stimmen, kein Sitz
- Wahlkomitee Ilona Kupczak 9,2 % der Stimmen, 1 Sitz
- Wahlkomitee Wiesław Nowak 8,6 % der Stimmen, kein Sitz
- Kukiz’15 8,0 % der Stimmen, kein Sitz